# Birri Abera
Birri Abera (amharisch ቢሪ አበራ; * 29. April 2000) ist eine äthiopische Mittel- und Langstreckenläuferin.

## Sportliche Laufbahn
Erste internationale Erfahrungen sammelte Birri Abera bei den Crosslauf-Weltmeisterschaften 2017 in Kampala, bei denen sie nach 20:00 min auf den zwölften Platz im U20-Rennen gelangte. Bei den Crosslauf-Weltmeisterschaften 2024 in Belgrad gewann sie in 22:43 min gemeinsam mit Taresa Tolosa, Dahdi Dube und Adehana Kasaye die Silbermedaille hinter dem kenianischen Team.

## Persönliche Bestleistungen
- 1500 Meter: 4,08,00 min, 21. Mai 2019 in Nanjing